# Mohamed Tarabulsi
Mohamed Kheir Tarabulsi (in arabo محمد خير طرابلسي‎?; Beirut, 26 settembre 1950 – Beirut, 21 agosto 2002) è stato un sollevatore libanese dilettante, che svolgeva il lavoro di vigile del fuoco.
Ha partecipato a tre edizioni dei Giochi olimpici, nel 1968, 1972 e 1980. Ha gareggiato nelle categorie dei pesi leggeri (fino a 67,5 kg), dei pesi medi (fino a 75 kg) e dei pesi massimi leggeri (fino a 82,5 kg).

## Biografia
All'età di 18 anni Tarabulsi, con un peso corporeo di 67,10 kg., ha sollevato 377,5 kg. nel totale su tre prove e si è piazzato 14° su 20 partecipanti nella categoria dei pesi leggeri alle Olimpiadi di Città del Messico 1968, valide anche come campionato mondiale.
Quattro anni dopo, con un peso corporeo di 74,05 kg., ha partecipato alle Olimpiadi di Monaco nella categoria dei pesi medi, realizzando un totale di 472,5 kg. e vincendo la medaglia d'argento, alle spalle del bulgaro Jordan Bikov (485 kg.) e precedendo l'italiano Anselmo Silvino (470 kg.). In quell'edizione dei Giochi, la competizione olimpica era valida anche come campionato mondiale.
Nel 1978 ha vinto la medaglia d'oro nei pesi medi ai Giochi Asiatici di Bangkok.
Nel 1980 Tarabulsi, avendo saltato l'edizione di Montréal 1976, ha partecipato alla sua terza Olimpiade a Mosca, valida anche come campionato mondiale, gareggiando nella categoria dei pesi medi, ma non riuscendo ad ottenere alcun risultato utile ai fini della classifica, avendo infatti fallito i tre tentativi di ingresso a 142,5 kg. nella prova di strappo.
Nel 1982 ha vinto la medaglia d'argento ai Giochi Asiatici di Nuova Delhi nei pesi massimi leggeri, battuto dal giapponese Ryōji Isaoka.
Tarabulsi ha anche vinto cinque medaglie d'oro ai Giochi del Mediterraneo, tutte nei pesi medi: tre ad Algeri 1975 nello strappo, nello slancio e nel totale, una a Spalato 1979 nel totale e una a Casablanca 1983 nel totale.
Nel corso della sua carriera Tarabulsi, pur non avendo mai ottenuto buoni risultati ai pochi campionati mondiali ai quali ha partecipato, ad eccezione dell'argento a Monaco 1972, è riuscito a realizzare quattro record del mondo tra il 1972 ed il 1973, tutti nella prova di strappo della categoria dei pesi medi.
È morto di cancro nel 2002, all'età di 51 anni.